# Basdeo Panday

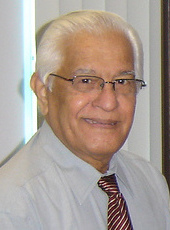
Basdeo Panday (2008)

Basdeo Panday (* 25. Mai 1933 in Princes Town, Trinidad; † 1. Januar 2024 in Jacksonville, Vereinigte Staaten) war ein Politiker aus Trinidad und Tobago. Er war von 1995 bis 2001 Premierminister des Landes.

## Ausbildung und Studien
Nach der Schulausbildung arbeitete er auf einer Zuckerrohrplantage sowie als Grundschullehrer und Verwaltungsangestellter im Magistrat von San Fernando. Später beendete er ein Schauspiel-Studium an der London School of Dramatic Art (1960), ein Studium der Rechtswissenschaften am Lincoln’s Inn (1962) sowie eines der Wirtschaftswissenschaften an der London University (1965) mit dem akademischen Grad eines Master. Zu Beginn der 1960er-Jahre hatte er als Schauspieler einige kleinere Rollen in Filmen und Fernsehserien, so in Neun Stunden zur Ewigkeit.

## Politische Laufbahn

### 1966–1995
Nach der Rückkehr nach Trinidad und Tobago war er als Rechtsanwalt und Berater von Gewerkschaften tätig. 1966 begann seine politische Laufbahn mit dem Eintritt in die Workers and Farmers Party (WFP). 1973 wurde er Erster Vorsitzender der Gewerkschaft „All Trinidad Sugar and General Workers Trade Union“ (ATS & GWTU). Dieses Amt übte Panday bis 1995 aus. Später war er auch einer der Gründer und von 1976 bis 1986 Vorsitzender der United Labour Front (ULF). Panday wurde 1976 erstmals in das Repräsentantenhaus gewählt und vertritt seitdem den Wahlkreis von Couva North im Parlament von Trinidad und Tobago. Von 1981 bis 1986 war er Oppositionsführer im Parlament. Während dieser Jahre gründete er zusammen mit dem DAC von Arthur N. R. Robinson, dem THM von Lloyd Best und der ONR von Karl Hudson-Phillips die Oppositionsbündnis National Alliance for Reconstruction (NAR). Als die NAR bei der Parlamentswahl 1986 die seit der Unabhängigkeit regierende PNM mit 33 zu 3 Mandaten überlegen besiegte und mit Robinson den Premierminister stellte, berief ihn dieser zum Minister für Auswärtige Angelegenheiten und Internationalen Handel.
Ende der 1980er-Jahre stand die trinidadische Regierung vor dem Problem, dass hohen Ölförderkosten, hohen Sozialausgaben und einer hohen Staatsquote sinkende Einnahmen aus der Ölförderung entgegenstanden. Die nötigen Reformen führten zu Unmut in der Bevölkerung und zu Streit innerhalb des Regierungsbündnisses. Panday und die ULF warfen Teilen des Regierungsbündnisses Diskriminierung des indotrinidadischen Bevölkerungsteils vor und wurden daraufhin aus der NAR ausgeschlossen. Panday gründete den United National Congress (UNC), der zunächst im Wesentlichen aus den Mitgliedern der ULF bestand. Die NAR verlor die Wahlen 1991 haushoch, Sieger wurde die PNM. Der UNC wurde zweitstärkste Partei und Panday Oppositionsführer, bis die regierende PNM wegen interner Querelen 1995 vorgezogene Neuwahlen ausrief.

### 1995–2010

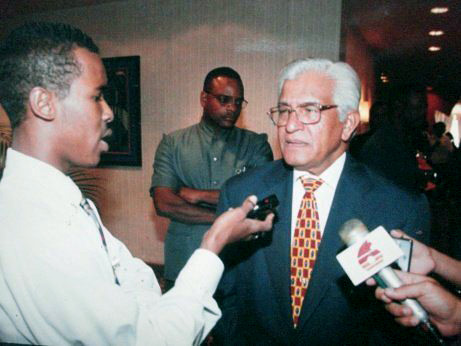
Basdeo Panday (1997)

Nach der Wahl zum Repräsentantenhaus 1995 wurde er am 9. November 1995 als Nachfolger des PNM-Vorsitzenden Patrick Manning von Präsident Noor Hassanali zum Premierminister ernannt. Panday bildete zusammen mit der NAR eine Koalitionsregierung und war der erste indischstämmige Premierminister von Trinidad und Tobago. Panday wurde nach der Parlamentswahl 2000 am 22. Dezember 2000 erneut zum Premierminister gewählt. Am 25. Januar 2001 übernahm er zusätzlich das Amt des Ministers für Nationale Sicherheit. Bei den vorgezogenen Parlamentswahlen vom Dezember 2001 kam es im Parlament zu einer Stimmengleichheit von jeweils 18 Mandaten für PNM und die NAR. Am 24. Dezember 2001 kam es zu einem Eklat, als der amtierende Präsident Arthur N. R. Robinson mit der parlamentarischen Tradition brach und Manning trotz der Stimmengleichheit mit der NAR dem bisher amtierenden Premierminister Panday vorzog und zum Premierminister ernannte. Da aufgrund der Stimmengleichheit im Repräsentantenhaus kein Parlamentssprecher gewählt werden konnte, regierte Manning in den kommenden zehn Monaten ohne Parlament. Panday wurde wiederum Führer der Opposition, aber unterlag Manning auch bei den erneut vorgezogenen Wahlen zum Repräsentantenhaus am 7. Oktober 2002.
Am 24. April 2006 wurde er von einem Gericht in Port of Spain wegen Steuerhinterziehung in den Jahren 1997 bis 1999 zu einer Gefängnisstrafe von sechs Jahren verurteilt. Das Gericht sah es als erwiesen an, dass er in seiner Amtszeit als Premierminister der Integritätskommission Bankguthaben auf einer Bank in London verschwiegen hatte. Nach der Verurteilung legte er sein Amt als Oppositionsführer nieder. Das Urteil wurde in einem Berufungsverfahren im März 2007 aufgehoben. 2010 unterlag er bei der Wahl zum UNC-Vorsitzenden gegen Kamla Persad-Bissessar und zog sich vier Monate später aus der politischen Landschaft zurück.

## Privates
Panday war in zweiter Ehe mit Oma Panday, geborene Ramkissoon, verheiratet und hatte vier Töchter, eine davon aus erster Ehe. Seine Tochter Mickela betätigt sich politisch und kündigte 2018 die Gründung einer neuen Partei an. 2010 gründete Basdeo Panday die Basdeo Panday Foundation mit Sitz in Couva, deren Stiftungszweck die Armenfürsorge ist.
Panday starb nach kurzer Krankheit am 1. Januar 2024 in einem Krankenhaus in Jacksonville im US-Bundesstaat Florida.

## Auszeichnungen
Im Januar 1997 wurde ihm der Doctor honoris causa of Laws (LL.D. h.c.) der University of Binares (Indien) verliehen. 2005 erhielt er die Pravasi Bharatiya Samman des indischen Staates.

## Schriften
- Basdeo Panday u. a.: Basdeo Panday, the making of a prime minister. Selected speeches (1966-1998). 1998, ISBN 976-8157-06-2.